# Diplazium ottonis
Diplazium ottonis är en majbräkenväxtart som beskrevs av Kl.
Diplazium ottonis ingår i släktet Diplazium och familjen Athyriaceae. Inga underarter finns listade i Catalogue of Life.